# Liste der Biografien/Schneider, G
Liste der Biografien |
Portal Biografien |
G Personensuche
# |
A |
B |
C |
D |
E |
F |
G |
H |
I |
J |
K |
L |
M |
N |
O |
P |
Q |
R |
S |
T |
U |
V |
W |
X |
Y |
Z |
?
 
Sa |
Sb |
Sc |
Sd |
Se |
Sf |
Sg |
Sh |
Si |
Sj |
Sk |
Sl |
Sm |
Sn |
So |
Sp |
Sq |
Sr |
Ss |
St |
Su |
Sv |
Sw |
Sy |
Sz
 
Sca–Sce |
Sch |
Sci–Scz
 
Scha |
Schc |
Schd |
Sche |
Schg |
Schi |
Schj |
Schk |
Schl |
Schm |
Schn |
Scho |
Schp |
Schr |
Schs |
Scht |
Schu |
Schv |
Schw |
Schy
 
Schna |
Schne |
Schni |
Schno |
Schnu |
Schny
 
Schneb |
Schnec |
Schned |
Schnee |
Schneg |
Schneh |
Schnei |
Schnek |
Schnel |
Schnep |
Schner |
Schnet |
Schneu |
Schnew |
Schney |
Schnez
 
Schneib |
Schneic |
Schneid |
Schneie |
Schneik |
Schneis |
Schneit
 
Schneida |
Schneide |
Schneidh |
Schneidl |
Schneidm |
Schneidr |
Schneidt
 
Schneidem |
Schneiden |
Schneider |
Schneidew
 
Schneider, A |
Schneider, B |
Schneider, C |
Schneider, D |
Schneider, E |
Schneider, F |
Schneider, G |
Schneider, H |
Schneider, I |
Schneider, J |
Schneider, K |
Schneider, L |
Schneider, M |
Schneider, N |
Schneider, O |
Schneider, P |
Schneider, R |
Schneider, S |
Schneider, T |
Schneider, U |
Schneider, V |
Schneider, W |
Schneider, Y |
Schneiderb |
Schneidere |
Schneiderf |
Schneiderh |
Schneiderl |
Schneiderm |
Schneidero |
Schneiders |
Schneiderw
Die Liste der Biografien führt alle Personen auf, die in der deutschsprachigen Wikipedia einen Artikel haben. Dieses ist eine Teilliste mit 66 Einträgen von Personen, deren Namen mit den Buchstaben „Schneider, G“ beginnt.

## Schneider, G

### Schneider, Ga
- Schneider, Gabriel, Programmierer und Analytiker
- Schneider, Gabriel (* 1993), deutscher Schauspieler
- Schneider, Gabriele (1905–1967), deutsche Politikerin (SED), MdV

### Schneider, Ge
- Schneider, Georg (1875–1949), deutscher Arzt und Politiker (LDP)
- Schneider, Georg (1876–1961), deutscher Landrat
- Schneider, Georg (1876–1960), deutscher Archivar und Bibliothekar
- Schneider, Georg (1878–1958), deutscher Komponist, Kirchenmusiker und Lehrer
- Schneider, Georg (* 1889), deutscher politischer Funktionär (NSDAP)
- Schneider, Georg (1892–1977), deutscher Gewerkschafter und Politiker (CDU)
- Schneider, Georg (1892–1961), deutscher Fußballspieler
- Schneider, Georg (1902–1972), deutscher Schriftsteller, Politiker (FDP), MdL und Rektor
- Schneider, Georg (1909–1970), deutscher Biologe und Politiker (KPD/SED), MdV
- Schneider, Georg (1925–2018), deutscher Pharmakologe und Hochschullehrer
- Schneider, Georg (* 1980), österreichischer Wirtschaftswissenschaftler
- Schneider, Georg Abraham (1770–1839), deutscher Hornist, Komponist und preußischer Hofkapellmeister
- Schneider, Georg Jakob (1809–1883), deutscher Architekt
- Schneider, Georg Laurenz (1766–1855), deutscher Komponist und Dirigent
- Schneider, George J. (1877–1939), US-amerikanischer Politiker
- Schneider, Georges (1919–2010), Schweizer Bildhauer
- Schneider, Georges (1925–1963), Schweizer Skirennfahrer
- Schneider, Gerald (* 1962), Schweizer Politologe und Hochschullehrer
- Schneider, Gérard Ernest (1896–1986), Schweizer Maler
- Schneider, Gerd (1940–1983), deutscher Fußballspieler
- Schneider, Gerd (* 1951), deutscher Fußballspieler
- Schneider, Gerd (* 1974), deutscher Filmregisseur und Autor
- Schneider, Gerhard (1904–1988), deutscher Verwaltungsjurist und Bürgermeister der Hansestadt Lübeck
- Schneider, Gerhard (1913–2000), deutscher SS-Hauptsturmführer
- Schneider, Gerhard (1926–2004), deutscher Neutestamentler
- Schneider, Gerhard (* 1938), deutscher Romanist, emeritierter Professor
- Schneider, Gerhard (* 1938), deutscher Sammler verfemter Kunst
- Schneider, Gerhard (1942–2019), deutscher Politiker (SPD), MdA
- Schneider, Gerhard (* 1943), deutscher Historiker, Geschichtsdidaktiker und Hochschullehrer
- Schneider, Gerhard (* 1950), deutscher Politiker (CDU)
- Schneider, Gerhard (* 1955), deutscher Fußballspieler
- Schneider, Gerhard (* 1958), deutscher Werkstoffwissenschaftler und Hochschulrektor
- Schneider, Gerhard (* 1969), deutscher Geistlicher und römisch-katholischer Weihbischof in Rottenburg-StuttgartGerhard Schneider (* 1969)

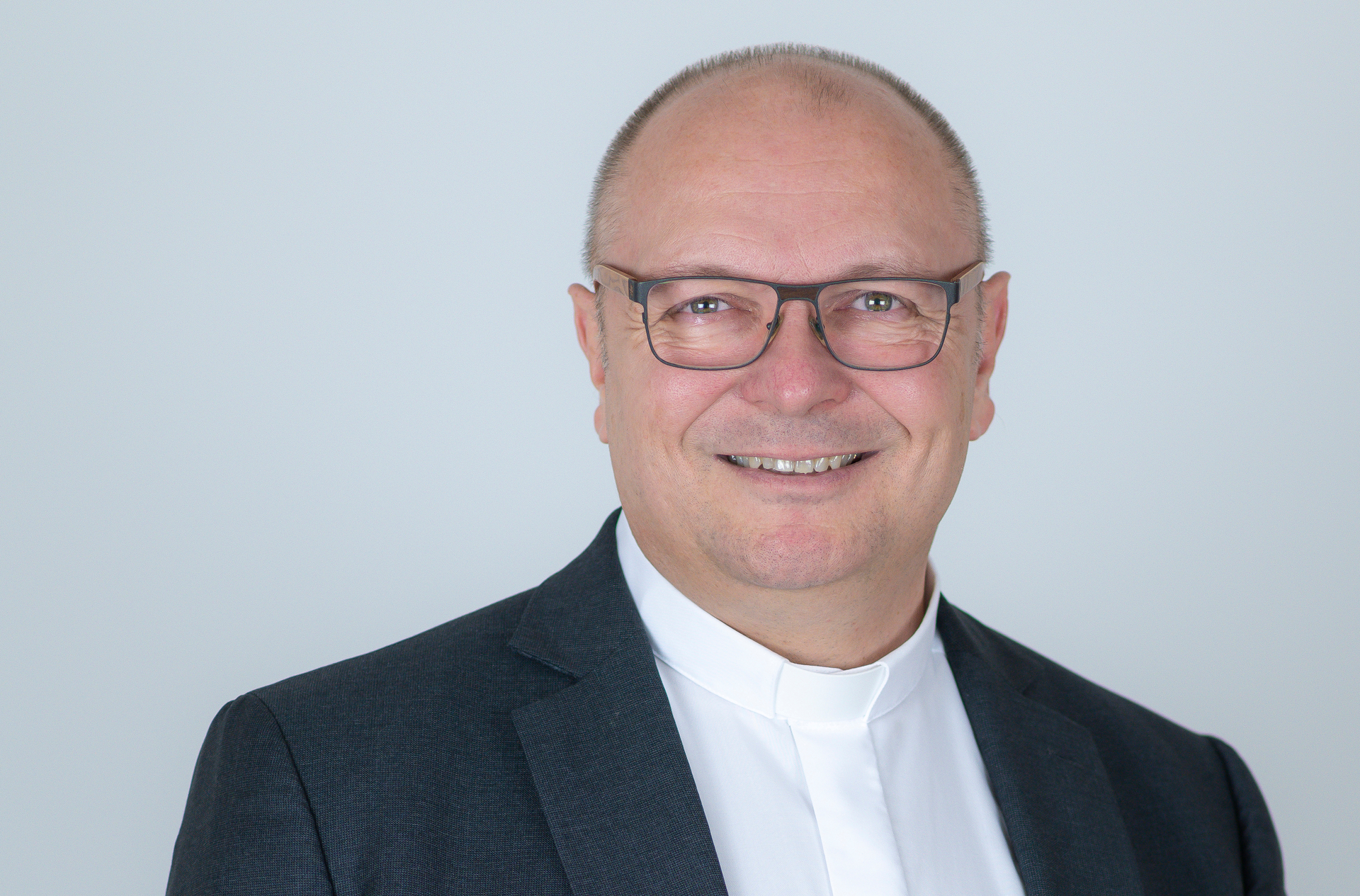
Gerhard Schneider (* 1969)

- Schneider, Gert (* 1948), deutscher Terrorist der Rote Armee Fraktion (bis 1983)
- Schneider, Gertrude (1928–2020), österreichische Historikerin und Hochschullehrerin
- Schneider, Gesa (* 1973), deutsch-schweizerische Kuratorin und Literaturwissenschaftlerin

### Schneider, Gi
- Schneider, Gisbert (1934–2018), deutscher Organist, Hochschullehrer und Kirchenmusikdirektor
- Schneider, Gisbert (* 1965), deutscher Biochemiker und Bioinformatiker

### Schneider, Go
- Schneider, Gottfried (1847–1905), deutscher Jurist und Politiker (NLP), MdR
- Schneider, Gottfried (1916–1987), deutscher Zahnarzt und Hochschullehrer
- Schneider, Gottfried (* 1948), deutscher Violinist und Hochschulprofessor
- Schneider, Gotthold (1899–1975), deutscher Buchhändler, NS-Funktionär und Designer
- Schneider, Gottlieb (1828–1884), Schweizer Politiker und Richter

### Schneider, Gr
- Schneider, Gregor (* 1969), deutscher Künstler
- Schneider, Grit, deutsche Tennisspielerin

### Schneider, Gu
- Schneider, Guido, deutscher Produzent und DJ im Bereich der elektronischen Tanzmusik
- Schneider, Günter (* 1922), deutscher Fußballspieler
- Schneider, Günter (1923–1990), deutscher Schuldirektor und Politiker (LDPD), MdV
- Schneider, Günter (1924–2000), deutscher Fußballspieler und -funktionär
- Schneider, Günter (1930–2005), deutscher Bankmanager
- Schneider, Gunter (* 1953), deutsch-schwedischer Biochemiker
- Schneider, Gunter (* 1954), österreichischer Komponist und Interpret
- Schneider, Gunter (* 1964), deutscher Offizier, Generalleutnant des Heeres, Abteilungsleiter im Bundesministerium der Verteidigung
- Schneider, Günther (* 1955), deutscher Politiker (parteilos, ehemals CDU), MdL
- Schneider, Guntram (1951–2020), deutscher Gewerkschafter; NRW-Vorsitzender des DGB; Minister für Arbeit, Soziales und Integration des Landes NRW, Mitglied des Landtages NRW
- Schneider, Gustav (1847–1913), deutscher Jurist, Politiker und Oberbürgermeister von Erfurt und Magdeburg
- Schneider, Gustav (1857–1931), deutscher Verwaltungsjurist, zuletzt Regierungspräsident in Schleswig
- Schneider, Gustav (1868–1932), Schweizer Händler und Politiker
- Schneider, Gustav (1877–1935), deutscher Politiker (DDP), MdR
- Schneider, Gustav (* 1899), deutscher Politiker (KPD), Mitglied der Verfassunggebenden Landesversammlung in Bayern
- Schneider, Gustav (1910–1988), deutscher Maler
- Schneider, Gustav Arsène (1866–1940), Schweizer Jurist und Politiker
- Schneider, Gustav Heinrich (1859–1909), deutscher Schriftsteller und Studentenhistoriker